# 藤川香代子
藤川 香代子（ふじかわ かよこ）は1967年（昭和42年）のミス・ユニバース日本代表である。

## 来歴・人物
大阪府豊中市出身。高校時代の1966年（昭和41年）に「ミス・タオル」に選ばれた。高校を卒業し、家事手伝いをしていた18歳のときミス・ユニバースに応募し、書類審査を通過した。1967年（昭和42年）5月7日、東京都千代田区のホテルニューオータニで開かれた日本大会で代表に選出された。同年7月にアメリカ合衆国のマイアミビーチで開かれた世界大会に出場したが、入賞を果たすことは出来なかった。
その後は大阪の旺美社に所属し、ファッションモデルとして活躍した。